# Вузол 71
У теорії вузлів вузол 71, також відомий як семилисник або (7, 2)-торичний вузол, є одним із семи простих вузлів з числом перетинів сім. Це найпростіший торичний вузол після трилисника і перстача.

## Властивості
Вузол 71 оборотний, але не амфіхіральний. Його многочлен Александера
{\displaystyle \Delta (t)=t^{3}-t^{2}+t-1+t^{-1}-t^{-2}+t^{-3},\,}
многочлен Конвея
{\displaystyle \nabla (z)=z^{6}+5z^{4}+6z^{2}+1,\,}
і многочлен Джонса
{\displaystyle V(q)=q^{-3}+q^{-5}-q^{-6}+q^{-7}-q^{-8}+q^{-9}-q^{-10}.\,}